# Falkenstein (hessisches Adelsgeschlecht)

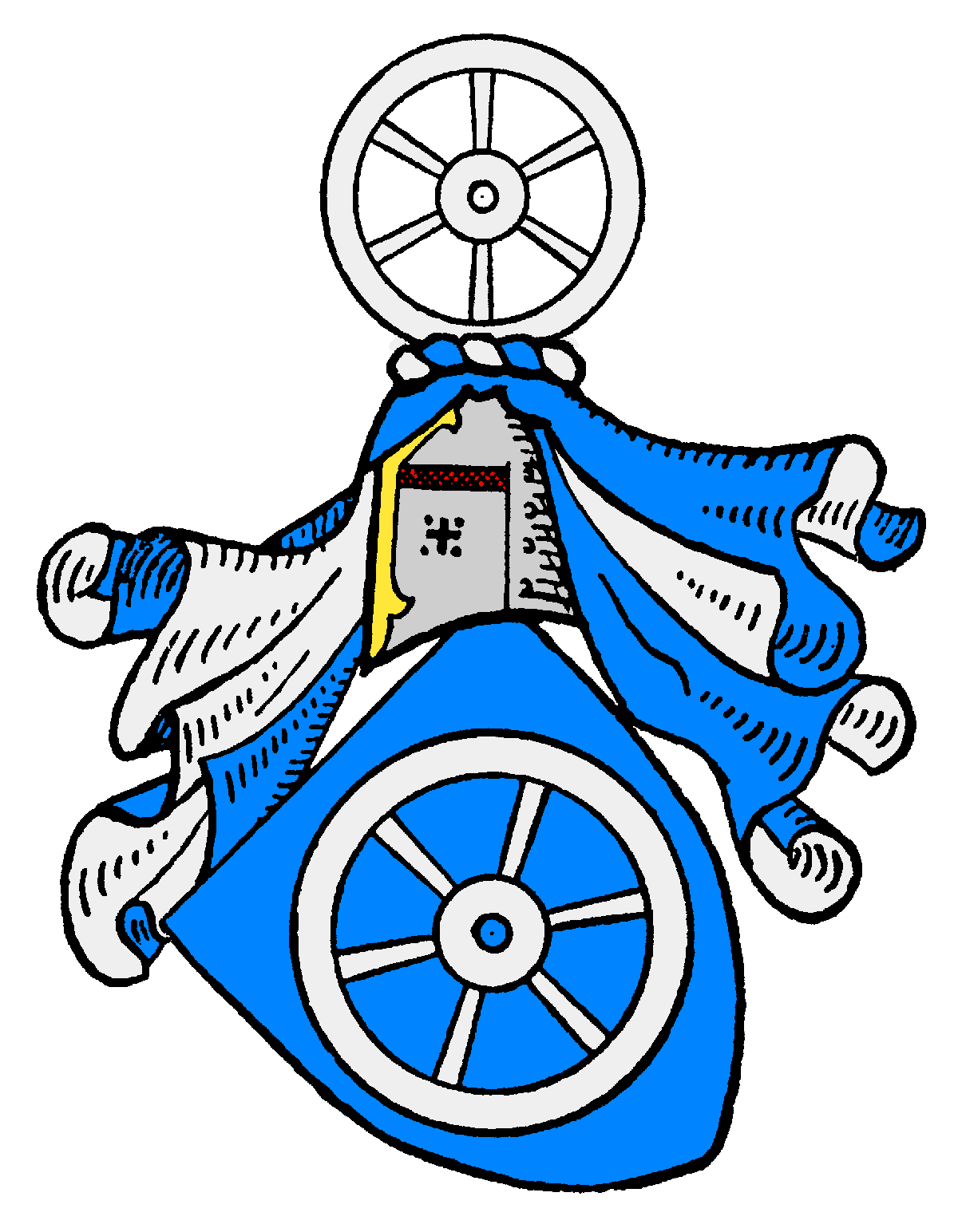
Stammwappen derer von Falkenstein

Die Falkensteiner, benannt nach der Burg Falkenstein am Donnersberg in der Pfalz, waren ein deutsches Adelsgeschlecht – siehe auch Grafschaft Falkenstein.

## Ursprung
Der erste Träger des Namens war Philipp IV. von Bolanden. Um 1220 teilte sich die Familie von Bolanden in die Linien Bolanden, Hohenfels und Falkenstein, benannt nach der Burg Falkenstein (Pfalz).

Wappen derer von Hagen-Münzenberg, nach deren Beerbung 1255 auch von den Falkensteinern geführt

1246 war Philipp IV. aus der Linie Falkenstein Verwalter der Reichsburg Trifels und Hüter der Reichskleinodien. Philipps Frau war Isengard von Münzenberg, Erbtochter eines Teiles der Herrschaft Münzenberg, als 1255 das Geschlecht derer von Hagen-Münzenberg im Mannesstamme erlosch. Die Falkensteiner erlangten den Großteil der Münzenberger Erbschaft. Bereits zuvor hatten die Herren von Bolanden aus dem Besitz der Grafen von Nürings Besitz im Rhein-Main-Gebiet erlangt. In diesem Herrschaftsbereich erbauten sie die Burg Neufalkenstein bei Königstein im Taunus.
Die Herrschaft im Taunus, im Rhein-Main-Gebiet und der Wetterau wurde im Jahr 1271 geschwächt, als die Söhne Philipps I. von Falkenstein diese in zwei Linien aufteilten: Philipp II. gründete eine Linie zu Butzbach, während Werner I. eine Linie zu Lich begründete. Beide Linien wurden erst kurz vor dem Erlöschen der Gesamtlinie im 15. Jahrhundert wieder vereinigt.
Den von den Münzenbergern geerbten Ort Offenbach am Main verpfändeten sie 1372 an den Rat der Stadt Frankfurt am Main für 1000 Gulden. Im Jahr 1410 bestätigten sie diesen Pfandbrief noch einmal ausdrücklich. Über diesen Pfandbrief ist weiter nichts überliefert. Die Pfandschaft muss wenig später eingelöst worden sein, denn Offenbach wurde im Gegensatz zu anderen Orten in dem Landstrich nicht nach Frankfurt eingemeindet.
Den Höhepunkt der Familie erreichte Philipp VII. von Falkenstein-Münzenberg 1397 mit der Erhebung in den Grafenstand.

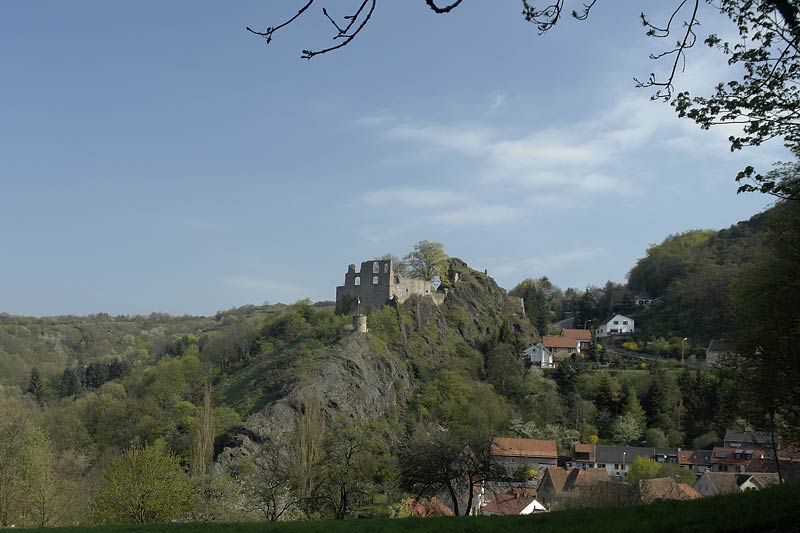
Burg Falkenstein (Pfalz)
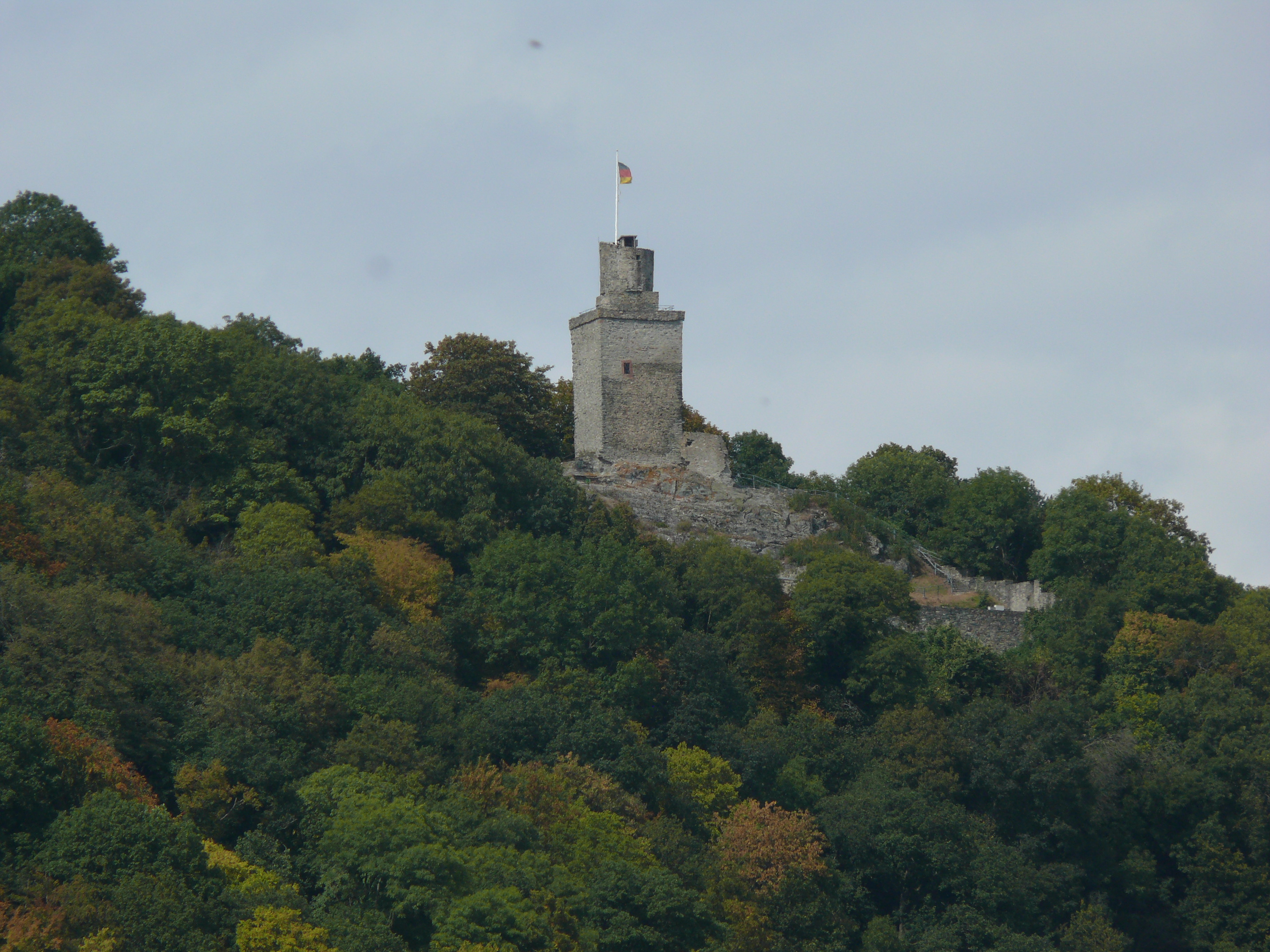
Burg Neufalkenstein (Taunus)
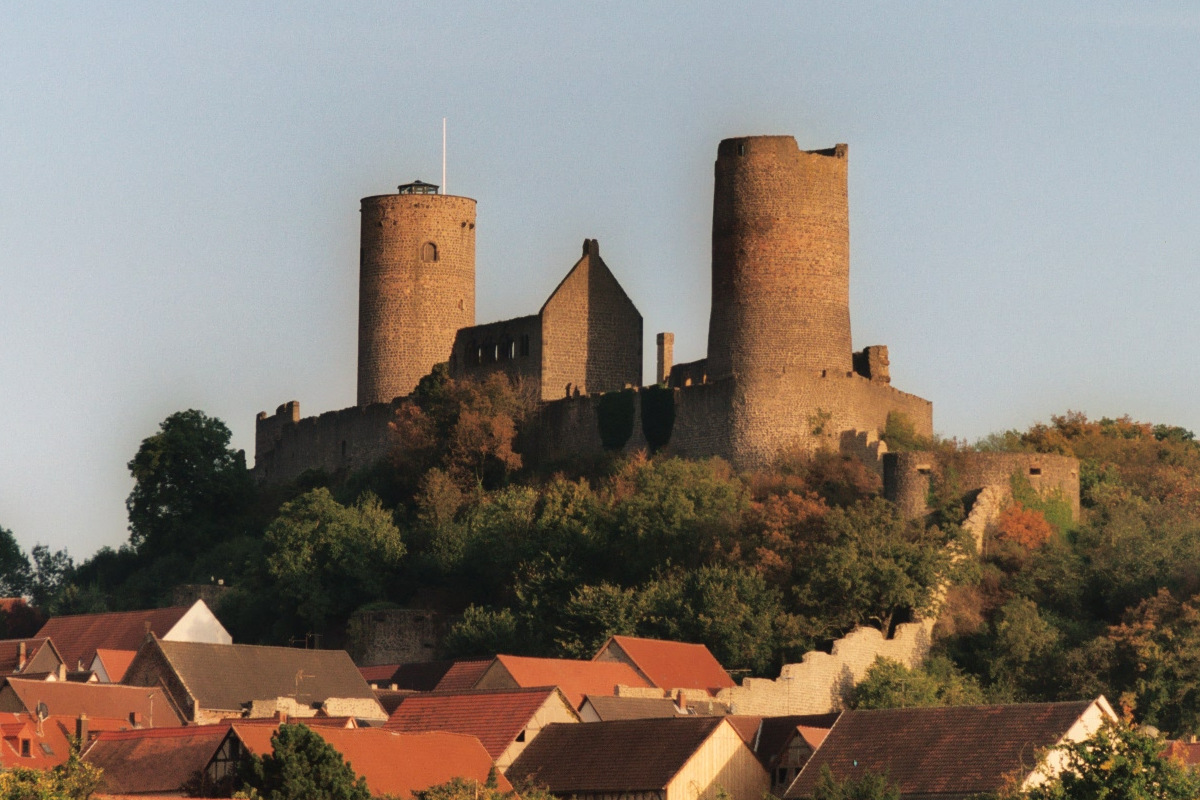
Burg Münzenberg

## Stammliste des Hauses Falkenstein
Stammliste mit den in der Wikipedia vertretenen Personen und wichtigen Zwischengliedern.

### Haus Falkenstein
1. Philipp I. (Falkenstein) (* um 1200; † nach dem 4. Oktober 1271); ⚭ Isengard von Münzenberg (* unbekannt; † nach 1270)
  1. Guda/Jutta von Falkenstein (* unbekannt, jedoch offenbar vor 1237; † 4. Februar 1290); ⚭ Konrad II. von Bickenbach (1245–1270)
  2. Adelheid von Falkenstein (* unbekannt, jedoch offenbar vor 1237; † nach 1237)
  3. Werner I. von Falkenstein, Herr zu Münzenberg & Falkenstein (* unbekannt, vermutlich nach 1237; † zwischen dem 25. Mai 1298 und dem 22. September 1300) ⚭ (I) unbekannt; (II) Mathilde von Diez (* 1238, † 1288)
    1. Gisela von Falkenstein (* unbekannt, † 6. März 1280); Tochter von (I), ⚭ mit Johann I. (Heinsberg), Herr von Löwenberg
    2. Philipp III. von Falkenstein, Herr zu Münzenberg (* um 1257, † 9. Februar 1322); Sohn von (II); ⚭ (I) 1287 mit Mechthild von Eppstein (* um 1269, † 1303), Tochter des Gottfried IV. von Eppstein und der Mathilde von Isenburg; ⚭ (II) Luckard(e) von Isenburg († um den 11. Oktober 1309), einer (illegitimen) Tochter des Ludwig I. von Isenburg von Cleeberg, Burggraf von Gelnhausen; ⚭ (III) Mechthild/Mathilde von Hessen (* um 1267, † um 1332), Witwe des Grafen Gottfried VI. von Ziegenhain, Tochter des Landgrafen Heinrich I. von Hessen und der Adelheid von Braunschweig
      1. Elisabeth von Falkenstein († 1. September 1328); Tochter von (I); ⚭ Raugraf Heinrich III. von Neuenbaumburg
      2. Isengard von Falkenstein (* um 1280, † um 1326) Tochter von (I); ⚭ Luther von Isenburg-Grenzau
      3. Werner von Falkenstein († um 1309); Sohn von (I)
      4. Ulrich II. von Falkenstein († um 1307); Sohn von (I)
      5. Philipp von Falkenstein (* um 1272, † 1312); Sohn von (I); ⚭ um 1294 mit Adelheid von Rieneck
      6. Elsa von Falkenstein († um 1317); Tochter von (II)
      7. Kuno II. von Falkenstein-Münzenberg († 14. Mai 1333); Sohn von (II); ⚭ (I) Anna von Nassau-Hadamar, Tochter des Grafen Emich I. von Nassau-Hadamar († 1329); ⚭ (II) Imagina von Bickenbach († 1367)
        1. Luitgard von Falkenstein (* unbekannt, † vor dem 14. Juli 1363); Tochter von (I); ⚭ Graf Emich V. von Leiningen-Hartenburg
        2. Philipp VI. von Falkenstein (* etwa 1320; † zwischen dem 24. März 1370 und dem 6. August 1373); Sohn von (I); ⚭ (I) 1338 Anna von Katzenelnbogen (* unbekannt, † 1353); ⚭ (II) 1353 Agnes von Falkenstein-Münzenberg (* etwa 1337, † 28. September 1380)
          1. Anna von Falkenstein (* unbekannt, † 1420); Tochter von (I): Ehevertrag vom 6. August 1374 mit Gottfried von Rieneck (* unbekannt, † 10. Februar 1389); Ehevertrag vom 28. August 1390 mit Günther XVIII. (XXVII.), Herr zu Schwarzburg und Stadtilm (* unbekannt, † zwischen 13. Juni 1397 und 10. Dezember 1399)
          2. Werner von Falkenstein (* etwa 1355, † 4. Oktober 1418); Sohn von (II); von 1388 bis 1418 als Werner III. Erzbischof und Kurfürst von Trier
          3. Luitgard von Falkenstein (* etwa 1357, † 28. Mai 1391); Tochter von (II); ⚭ Eberhard I. von Eppstein
          4. Agnes von Falkenstein (* etwa 1358, † 1. September 1409); Tochter von (II); ⚭ Graf Otto I. von Solms-Braunfels
          5. Philipp VIII. von Falkenstein (* unbekannt, † 21. März 1407); Sohn von (II); ⚭ mit Elisabeth von Eppstein
          6. Ulrich von Falkenstein (* unbekannt, † 1379); Sohn von (II); Domherr und Archidiakon in Trier
          7. Kuno von Falkenstein (* unbekannt, † nach dem 19. Mai 1402); Sohn von (II); Priester in Koblenz

    3. Kuno I. von Falkenstein (* unbekannt, † unbekannt); Sohn von (II)
    4. Werner von Falkenstein (* unbekannt, † nach 1293); Sohn von (II)
    5. Ulrich von Falkenstein (* unbekannt, † nach 1317); Sohn von (II)
    6. Isengard von Falkenstein (* 1260 in Münzenberg, † nach 1316); Tochter von (II), ⚭ vor dem 18. Dezember 1290 mit Siegfried (Eppstein)

  4. Philipp II. von Falkenstein, Herr zu Münzenberg (* unbekannt; † zwischen dem 29. Juni 1293 und dem 13. Dezember 1293); ⚭ vor dem 4. April 1266 mit Gisela von Kyrburg
    1. Isengard von Falkenstein (* unbekannt, † 5. Februar 1304)
    2. Gisela von Falkenstein (* unbekannt, † nach dem 1. Mai 1313)
    3. Ulrich I. von Falkenstein (* unbekannt, † 1. November 1300)
    4. Elisabeth von Falkenstein (* unbekannt, † nach 1293)
    5. Philipp IV. von Falkenstein (* etwa 1282, † nach 1328); ⚭ (I) Elsa von Ziegenhain (* unbekannt, † vor 1304); ⚭ (II) Adelheid von Rieneck; ⚭ (III) Johanna von Saarwerden (* unbekannt, † nach 1347)
      1. Bechte von Falkenstein / Fye von Falkenstein (* vor 1304, † nach 1333); Tochter von (I)
      2. Bertha von Falkenstein (* unbekannt, † zwischen dem 9. August 1342 und dem 31. Dezember 1342); Tochter von (II) ⚭ Reinhard I. von Westerburg († um 1353)
      3. Elisabeth von Falkenstein (* unbekannt, † 1. September 1328); Tochter von (II)
      4. Philipp V. von Falkenstein, Herr zu Münzenberg & Laubach (* unbekannt, † 10. April 1343); Sohn von (III); ⚭ Elisabeth von Hanau vor 1329
        1. Elisabeth von Falkenstein (* unbekannt, † zwischen dem 16. Oktober 1364 und dem 9. April 1366)
        2. Ulrich III. von Falkenstein (* unbekannt, † 20. März 1365)
        3. Philipp VII. von Falkenstein, Herr zu Münzenberg, Landvogt der Wetterau (* unbekannt; † unbekannt)
        4. Agnes von Falkenstein (* etwa 1337, † 28. September 1380); ⚭ mit Philipp VI. von Falkenstein (* etwa 1320; † zwischen dem 24. März 1370 und dem 6. August 1373)

      5. Johann I. von Falkenstein, Herr zu Münzenberg (* unbekannt, † 26. August 1365); Sohn von (III)
      6. Schonette von Falkenstein (* unbekannt, † 16. September 1370); Tochter von (III); Nonne im Kloster Padenhausen
      7. Katharina von Falkenstein (* unbekannt, † 16. September 1370); Tochter von (III); Nonne im Kloster Padenhausen
      8. Margareta von Falkenstein (* unbekannt, † nach 1389); Tochter von (III); Nonne im Kloster Padenhausen
      9. Agnes von Falkenstein (* um 1314, † nach 1376); Tochter von (III); ⚭ Gottfried VII. (Ziegenhain) vor dem 27. März 1349
      10. Kuno II. von Falkenstein, Herr zu Münzenberg (* 1320, † 21. Mai 1388); Sohn von (III); Erzbischof und Kurfürst in Trier (1362 bis 1388)

  5. Luckard von Falkenstein (* unbekannt; † nach dem 1. Februar 1302)

## Letzter Falkensteiner: Werner III. von Falkenstein – Erzbischof von Trier
Graf Werner III. von Falkenstein († 1418) war von 1388 bis 1418 Erzbischof von Trier. Er missachtete die Frankfurter Proteste gegen den Burgenbau in Offenbach und die dortige Zollerhebung und ließ die Sachsenhäuser Landwehr zerstören. Werner III. ließ sogar in Offenbach eigene Münzen prägen, was von der Freien Stadt Frankfurt als besondere Provokation aufgefasst wurde.

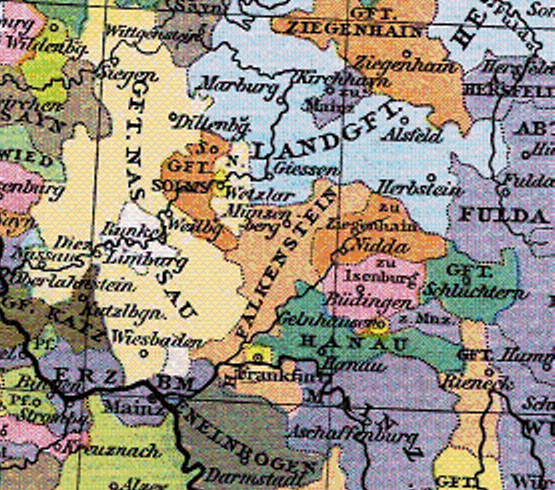
Herrschaftsgebiet der Falkensteiner um 1400 (hellorange, in der Mitte)

Das Geschlecht der Falkensteiner starb mit dem Tod von Werner III. 1418 im Mannesstamme aus. Der Besitz wurde an die Herren von Eppstein und die Grafen von Solms übertragen. Ein Teil des Solmsischen Erbes wurde auf das Haus Isenburg-Büdingen übertragen, da Elisabeth von Solms mit Graf Diether von Isenburg verheiratet war.
Auch die Grafen von Sayn und die Grafen von Virneburg wurden wegen Ehen mit Töchtern des Hauses Solms zu Erben.

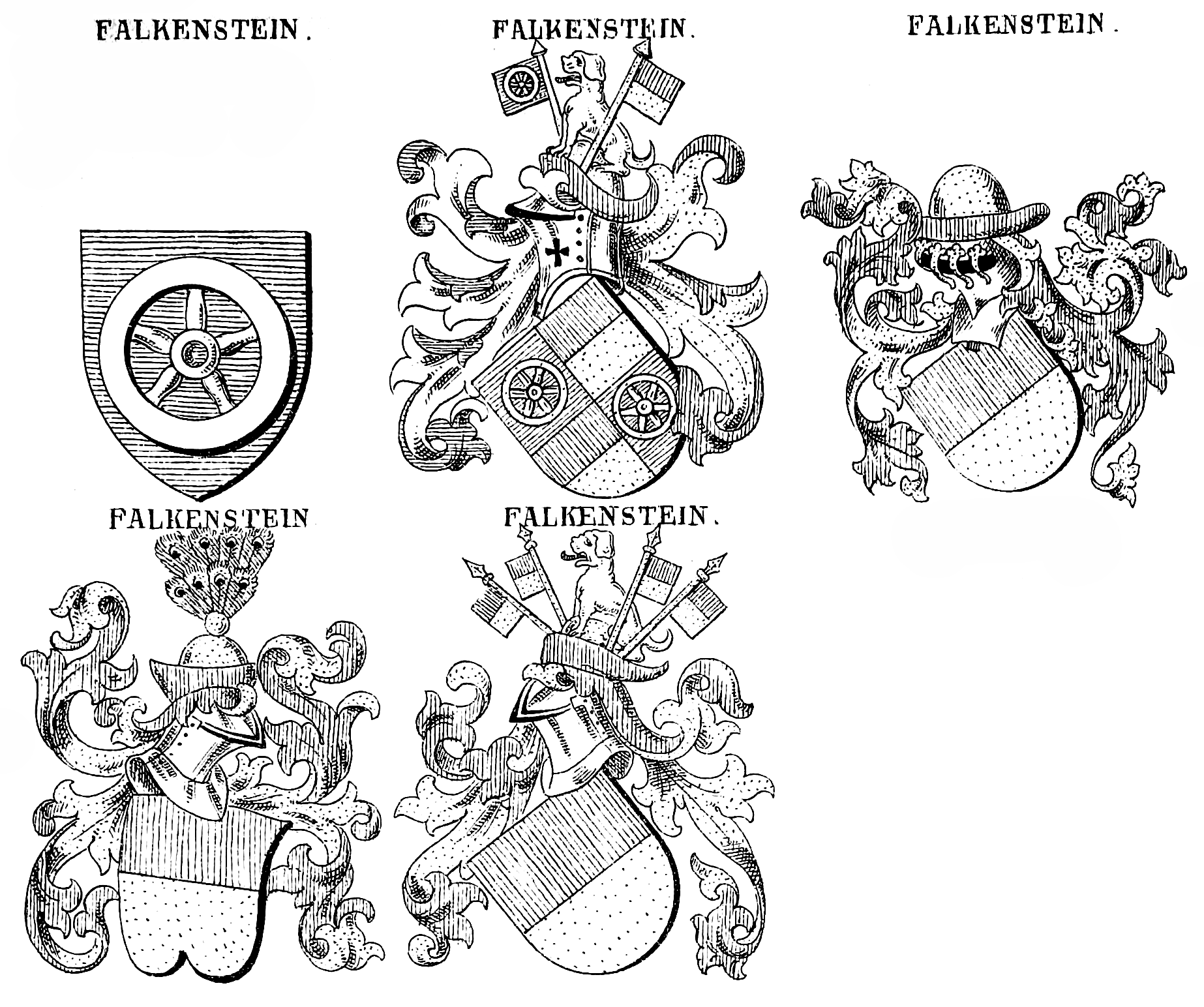
Wappen der Falkenstein (Nassau) in Siebmachers Wappenbuch

## Wappen
Das Stammwappen der Falkenstein war ein silbernes Rad im blauen Schild (die Linie Bolanden führte ein rotes Rad im goldenen Feld). Dieser Schild kommt noch nach der Münzenberger Erbschaft vor, geviert mit dem von Rot über Gold geteilten Münzenberger Schild. Die Herren von Falkenstein siegelten seitdem nur mit dem geteilten Münzenberger Schild. Als Helmzier erscheint 1302 ein goldener Hut mit rotem Aufschlag, der bald darauf mit einem Pfauenwedel geschmückt war oder auch mit vier Münzenberger Fähnlein, zwischen denen ein silbernes Hündchen sitzt. Ähnlich kommt der Helmschmuck auch auf dem gevierten Wappen vor, wo dann aber das rechte Fähnlein das Falkensteiner Rad trägt.

## Sage
Die letzte Falkensteinerin war Gräfin Anna, Schwester von Erzbischof Werner III. Sie nahm ihren Wohnsitz in Dreieichenhain, wo sie für Kranke und Sieche ein Hospital stiftete, das noch bis 1750 bestand. Dann wurde es aufgehoben und nach Offenbach verlegt. Noch Mitte des 19. Jahrhunderts wurde die Geschichte der alten Falkensteinerin erzählt, die wegen der Verlegung ihres Spitals keine Ruhe mehr hätte und als weiß bekleidetes Gespenst herumzöge.

## Persönlichkeiten
- Werner I. von Falkenstein (* um 1234 oder 1237, † 1300), Adliger des Hauses Falkenstein
- Kuno II. von Falkenstein, Erzbischof von Trier (1362–1388)
- Werner III. von Falkenstein, Erzbischof von Trier (1388–1418)